# Supafly Inc.
Supafly Inc. is een muzikaal project uit Australië, bestaande uit de producers Panis Liassi (alias Mr P) en Christos Papathanasiou, zanger Andrew Tumi (alias One) en zangeres Angelique.

## Biografie
Mr P wilde voor zijn producties een zanger hebben en vond die in de persoon van One. Ze gingen samen naar Australië, waar ze met het project Supafly Inc. begonnen. Tijdens hun optredens kwamen ze Christos tegen, bekend onder de naam "Fishbowl", die zich bij hen aansloot. Ze maakten het nummer Let's get down, maar zochten een zangeres om het helemaal af te maken. Daarom kwam Angelique erbij en het project werd voor de gelegenheid omgedoopt tot Supafly vs Fishbowl.

## Discografie

### Singles
| Single met eventuele hitnotering(en) in de Nederlandse Top 40 | Datum van verschijnen | Datum van binnenkomst | Hoogste positie | Aantal weken | Opmerkingen                                       |
| ------------------------------------------------------------- | --------------------- | --------------------- | --------------- | ------------ | ------------------------------------------------- |
| Let's get down                                                | 25-07-2005            | 03-09-2005            | 13              | 7            | als Supafly vs Fishbowl / Dancesmash op Radio 538 |
| Movin' too fast                                               | 2006                  | 25-11-2006            | 20              | 4            | Dancesmash op Radio 538                           |
| Be together                                                   | 2008                  | 12-07-2008            | 21              | 6            |                                                   |
| She's part of history                                         | 2009                  | 18-07-2009            | 29              | 4            |                                                   |

| Single met hitnotering(en) in de Vlaamse Ultratop 50 | Datum van verschijnen | Datum van binnenkomst | Hoogste positie | Aantal weken | Opmerkingen             |
| ---------------------------------------------------- | --------------------- | --------------------- | --------------- | ------------ | ----------------------- |
| Let's get down                                       | 2005                  | 01-10-2005            | 48              | 4            | als Supafly vs Fishbowl |
| Movin' too fast                                      | 2006                  | 03-02-2007            | 28              | 9            |                         |